# Iłaschan-Jurt
Iłaschan-Jurt (ros. Иласхан-Юрт) – wieś w Rosji, w Czeczenii, w rejonie kurczałojewskim. W 2010 liczyła 5041 mieszkańców.